# Sten Lonnert
Sten Erik Lonnert, ursprungligen Johansson, född 30 december 1927 i Johannes församling i Stockholm, död 15 juli 1996 i Hägersten, var en svensk skådespelare.
Lonnert är begravd på Skogskyrkogården i Stockholm.

## Filmografi
- 1952 – Eldfågeln
- 1952 – Flyg-Bom
- 1955 – Älskling på vågen
- 1958 – Den store amatören
- 1960 – Tärningen är kastad
- 1962 – Eskapad
- 1963 – Kurragömma
- 1963 – Sten Stensson kommer tillbaka
- 1964 – Älskande par
- 1965 – En historia till fredag (TV-serie)
- 1966 – Ön
- 1973 – Ebon Lundin
- 1984 – Mannen från Mallorca
- 1986 – Amorosa
- 1987 – I dag röd (TV-serie)

## Teater

### Roller (ej komplett)
| År   | Roll                     | Produktion                                                                    | Regi                 | Teater                           |
| ---- | ------------------------ | ----------------------------------------------------------------------------- | -------------------- | -------------------------------- |
| 1950 | Johnson Junior           | Rose Marie Rudolf Friml, Herbert Stothart, Otto Harbach och Oscar Hammerstein | Sven Aage Larsen     | Oscarsteatern                    |
| 1951 | Steve                    | Blåjackor (Boys in Blue) Lajos Lajtai och Lauri Wylie                         | Sven Aage Larsen     | Oscarsteatern                    |
| 1951 | Paul, påklädare          | Kiss Me, Kate Cole Porter, Samuel Spewack och Bella Spewack                   | Sven Aage Larsen     | Oscarsteatern                    |
| 1954 | Rödluvan                 | Popperetten Bom Adolf Schütz, Paul Baudisch, Jules Sylvain och Gösta Rybrant  | Nils Poppe           | Vasateatern                      |
| 1956 | Spionen                  | Romanoff och Juliet (Romanoff and Juliet) Peter Ustinov                       | Hans Dahlin          | Nya Teatern                      |
| 1957 |                          | Oswald och Zénaide (Oswald et Zénaïde) Jean Tardieu                           | Andris Blekte        | Nya Teatern                      |
| 1959 | Onda ögat                | Irma la Douce Alexandre Breffort och Marguerite Monnot                        | Åke Falck            | Scalateatern                     |
| 1960 | Stepan                   | Giftermålet (Женитьба, Zhenitba) Nikolai Gogol                                | Sture Ericson        | Norrköping-Linköping stadsteater |
| 1960 | Gunther                  | Luftslott i Sverige (Château en Suède) Françoise Sagan                        | John Zacharias       | Norrköping-Linköping stadsteater |
| 1961 | Redaktör Hammar          | Miss 6 Bertil Norström och Gunnar Hoffsten                                    | Jackie Söderman      | Norrköping-Linköping stadsteater |
| 1963 | Löjtnant Barberis        | Bara en barberare (Histoire de Vasco) Georges Schehadé                        | Lars-Levi Laestadius | Stockholms stadsteater           |
| 1963 | Jens/Zebrzydowski m. fl. | Lax, lax, lerbak Alf Henrikson                                                | Carl Johan Ström     | Stockholms stadsteater           |
| 1964 | Kaddour Pierre           | Skärmarna (Les Paravents) Jean Genet                                          | Per Verner-Carlsson  | Stockholms stadsteater           |
| 1964 | Kofots-Robert            | Tolvskillingsoperan (Die Dreigroschenoper) Kurt Weill och Bertolt Brecht      | Hans Dahlin          | Stockholms stadsteater           |

### Regi
| År   | Produktion                                               | Upphovsmän                                        | Teater                 |
| ---- | -------------------------------------------------------- | ------------------------------------------------- | ---------------------- |
| 1955 | Skatan på galjen                                         | Michel de Ghelderode                              | Konserthuset           |
| 1959 | Den nye hyresgästen Le noveau locataire                  | Eugene Ionesco                                    | Appoloniateatern       |
| 1960 | Hjälten på den gröna ön The playboy of the western world | John Millington Synge                             | Teater Artist          |
| 1962 | Operation liv och lust                                   | Norman Barasch och Carroll Moore                  | ABC-Teatern            |
| 1963 | Connection                                               | Jack Gelber                                       | Stockholms stadsteater |
| 1964 | Glapioneffekten L'effet Glapion                          | Jacques Audiberti                                 | Stockholms stadsteater |
| 1965 | Stienz                                                   | Hans Günter Michelsen Översättning Christian Lund | Stockholms stadsteater |
| 1965 | Buren The Brig                                           | Kenneth Brown Översättning Lars Kleberg           | Stockholms stadsteater |
| 1966 | Tunnelbanan Dutchman                                     | Leroi Jones Översättning Lars Kleberg             | Stockholms stadsteater |
| 1966 | Den sista negervaudevillen The Last Minstrel             | Lorees Yerby Översättning Lars Kleberg            | Stockholms stadsteater |
| 1967 | Viet Rock                                                | Megan Terry                                       | Stockholms stadsteater |
| 1967 | Leva som svin Live Like Pigs                             | John Arden                                        | Stockholms stadsteater |
| 1967 | Kylen Keep tightly cool in a cool dry                    | Megan Terry                                       | Stockholms stadsteater |
| 1968 | Man som man Mann ist Mann                                | Bertolt Brecht                                    | Stockholms stadsteater |
| 1969 | Porgy and Bess                                           | George Gershwin                                   | Stockholms stadsteater |
| 1974 | Rasande Rune eller Onedins linje                         | Björn Runeborg                                    | Turteatern             |

### Koreografi
| År   | Produktion                                     | Upphovsmän  | Regi        | Teater                 |
| ---- | ---------------------------------------------- | ----------- | ----------- | ---------------------- |
| 1961 | Lysistrate                                     | Aristofanes | Hans Dahlin | Stockholms stadsteater |
| 1964 | Han hade två pistoler med svarta och vita ögon | Dario Fo    | Hans Dahlin | Stockholms stadsteater |